# 암석

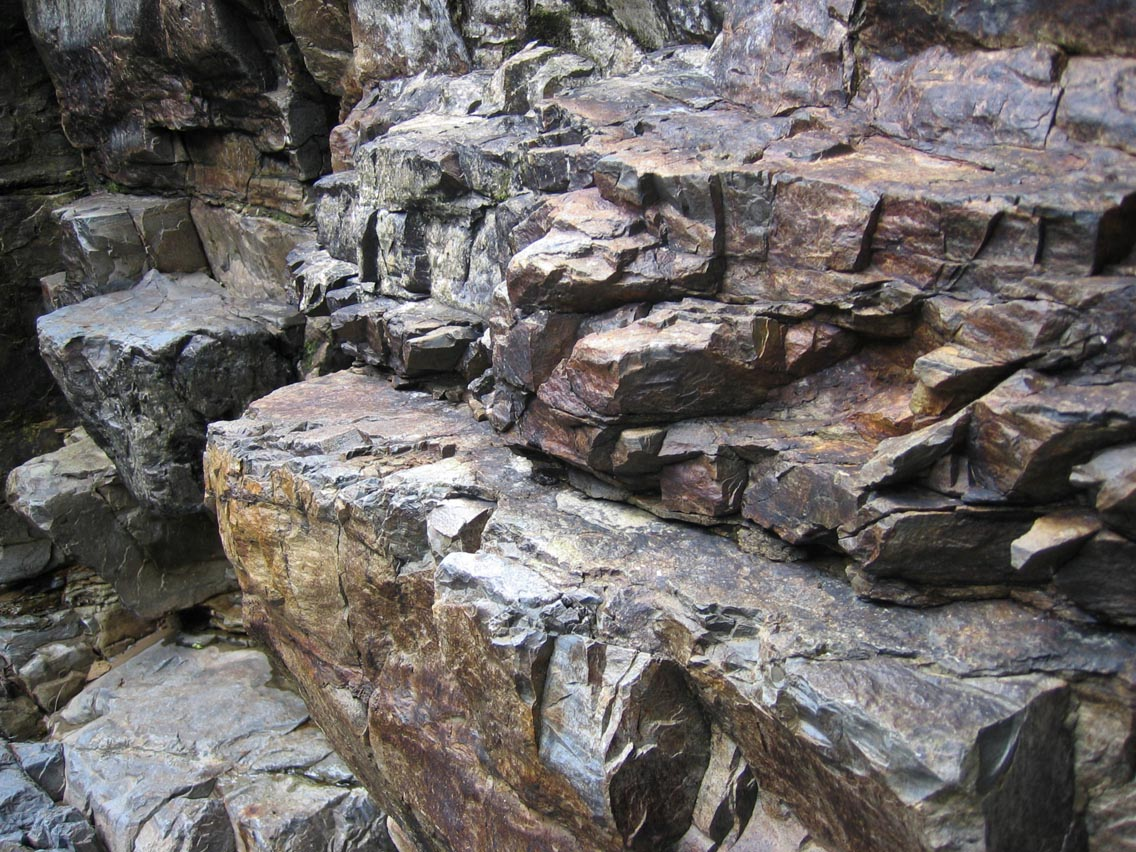
코스타리카 오로시 근처의 산 시내의 바위면의 모습.

암석(巖石) 또는 돌 또는 바위(큰 돌, rock)는 광물이나 조암 광물이 자연적으로 모여 이루어진 고체 덩어리이다. 지구의 지각은 대부분 암석으로 이루어져 있으며, 이 암석을 연구하는 학문을 암석학이라 한다.

## 종류
암석은 생성 과정에 따라 화성암, 퇴적암, 변성암으로 분류된다. 암석은 만들어진 후에도 주변 환경이 달라지면 새로운 모양으로 변형될 수 있다.

### 화성암
화성암은 화산활동에 의해 형성된 암석이다. 화산에서 분출한 용암이 화산 지표면에서 식어 형성된 화산암(분출암)과 지하에서 다른 암반 속으로 침투하여 형성된 심성암(관입암)으로 나뉜다.
- 화산암: 현무암, 안산암, 유문암, 흑요석
- 심성암: 반려암, 섬록암, 화강암, 페리도타이트

### 퇴적암
퇴적암은 풍화와 침식에 의해 기존의 암석에서 떨어져 나온 광물이나 조암광물 이 퇴적작용을 거쳐 암석으로 굳은 것을 말한다. 암석을 이루는 입자의 종류에 따라 이암, 사암, 역암 등으로 구분한다. 응회암과 같이 화산 쇄설물이 굳어 이루어진 암석도 퇴적암으로 분류한다.

### 변성암
변성암은 화성암이나 퇴적암과 같은 암석이 높은 압력과 고열에 의해 구성물질이 변하여 형성되는 암석이다. 편마암, 대리석, 규암 등이 있다.

## 같이 보기
- 암석 목록
- 지질 시대
- 지형학
- 암석의 순환